# Volleyball Nations League femminile 2019
La Volleyball Nations League 2019 si è svolta dal 21 maggio al 7 luglio 2019: al torneo hanno partecipato sedici squadre nazionali e la vittoria finale è andata per la seconda volta consecutiva agli Stati Uniti.

## Regolamento

### Formula
Le squadre sono state divise in due categorie, quella principale e quella secondaria (quest'ultima, in questa edizione, ha compreso Belgio, Bulgaria, Repubblica Dominicana e Polonia): tuttavia le squadre hanno disputato un unico torneo senza alcuna distinzione.
Le squadre hanno disputato una prima fase a gironi con formula del girone all'italiana; al termine della prima fase:
- Le prime cinque classificate e la squadra del paese organizzatore (nel caso in cui sia stata tra le prime cinque classificate, si è qualificata la sesta classificata) hanno acceduto alla fase finale strutturata con una fase a gironi con formula del girone all'italiana, dove le prime due classificate di ogni girone hanno acceduto alla Final Four, strutturata in semifinali, finale per il terzo posto e finale.
- L'ultima classificata tra le squadre della categoria secondaria è retrocessa.

### Criteri di classifica
Se il risultato finale è stato di 3-0 o 3-1 sono stati assegnati 3 punti alla squadra vincente e 0 a quella sconfitta, se il risultato finale è stato di 3-2 sono stati assegnati 2 punti alla squadra vincente e 1 a quella sconfitta.
L'ordine del posizionamento in classifica è stato definito in base a:
- Numero di partite vinte;
- Punti;
- Ratio dei set vinti/persi;
- Ratio dei punti realizzati/subiti;
- Risultati degli scontri diretti.

## Squadre partecipanti
| Squadra         | Qualificazione              | Ultima partecipazione          |
| --------------- | --------------------------- | ------------------------------ |
| Belgio          | Wild card                   | Volleyball Nations League 2018 |
| Brasile         | Wild card                   | Volleyball Nations League 2018 |
| Bulgaria        | 1ª alla Challenger Cup 2018 | Debutto                        |
| Cina            | Wild card                   | Volleyball Nations League 2018 |
| Corea del Sud   | Wild card                   | Volleyball Nations League 2018 |
| Germania        | Wild card                   | Volleyball Nations League 2018 |
| Giappone        | Wild card                   | Volleyball Nations League 2018 |
| Italia          | Wild card                   | Volleyball Nations League 2018 |
| Paesi Bassi     | Wild card                   | Volleyball Nations League 2018 |
| Polonia         | Wild card                   | Volleyball Nations League 2018 |
| Rep. Dominicana | Wild card                   | Volleyball Nations League 2018 |
| Russia          | Wild card                   | Volleyball Nations League 2018 |
| Serbia          | Wild card                   | Volleyball Nations League 2018 |
| Stati Uniti     | Wild card                   | Volleyball Nations League 2018 |
| Thailandia      | Wild card                   | Volleyball Nations League 2018 |
| Turchia         | Wild card                   | Volleyball Nations League 2018 |

## Torneo

### Fase a gironi

#### Prima settimana
| Girone 1   | Girone 2    | Girone 3        | Girone 4      |
| ---------- | ----------- | --------------- | ------------- |
| Germania   | Belgio      | Brasile         | Corea del Sud |
| Italia     | Bulgaria    | Cina            | Paesi Bassi   |
| Polonia    | Giappone    | Rep. Dominicana | Serbia        |
| Thailandia | Stati Uniti | Russia          | Turchia       |

##### Girone 1
| 21 maggio 2019 Stegu Arena, Opole Durata: 1h:21 - Spettatori: 652   | Thailandia | 3 - 0 | Germania | 26-24, 25-19, 25-22               |
| 21 maggio 2019 Stegu Arena, Opole Durata: 2h:06 - Spettatori: 1 490 | Polonia    | 2 - 3 | Italia   | 15-25, 22-25, 25-18, 25-21, 15-17 |
| 22 maggio 2019 Stegu Arena, Opole Durata: 1h:14 - Spettatori: 687   | Thailandia | 0 - 3 | Italia   | 13-25, 17-25, 24-26               |
| 22 maggio 2019 Stegu Arena, Opole Durata: 2h:01 - Spettatori: 1 771 | Polonia    | 3 - 1 | Germania | 25-21, 23-25, 25-23, 26-24        |
| 23 maggio 2019 Stegu Arena, Opole Durata: 1h:32 - Spettatori: 778   | Italia     | 3 - 0 | Germania | 25-19, 26-24, 27-25               |
| 23 maggio 2019 Stegu Arena, Opole Durata: 1h:12 - Spettatori: 1 803 | Thailandia | 0 - 3 | Polonia  | 20-25, 20-25, 13-25               |

##### Girone 2
| 21 maggio 2019 Monbat Arena, Ruse Durata: 1h:20 - Spettatori: 650   | Belgio      | 0 - 3 | Stati Uniti | 23-25, 8-25, 22-25                |
| 21 maggio 2019 Monbat Arena, Ruse Durata: 2h:02 - Spettatori: 1 500 | Bulgaria    | 1 - 3 | Giappone    | 23-25, 25-21, 19-25, 23-25        |
| 22 maggio 2019 Monbat Arena, Ruse Durata: 2h:01 - Spettatori: 750   | Giappone    | 1 - 3 | Stati Uniti | 21-25, 26-24, 21-25, 20-25        |
| 22 maggio 2019 Monbat Arena, Ruse Durata: 2h:13 - Spettatori: 1 500 | Bulgaria    | 2 - 3 | Belgio      | 25-19, 25-15, 22-25, 16-25, 13-15 |
| 23 maggio 2019 Monbat Arena, Ruse Durata: 1h:54 - Spettatori: 600   | Belgio      | 3 - 1 | Giappone    | 22-25, 25-20, 25-23, 25-18        |
| 23 maggio 2019 Monbat Arena, Ruse Durata: 1h:24 - Spettatori: 1 700 | Stati Uniti | 3 - 0 | Bulgaria    | 25-20, 25-16, 25-21               |

##### Girone 3
| 21 maggio 2019 Ginásio Nilson Nelson, Brasilia Durata: 2h:12 - Spettatori: 1 542 | Rep. Dominicana | 3 - 1 | Russia          | 25-21, 22-25, 25-18, 28-26 |
| 21 maggio 2019 Ginásio Nilson Nelson, Brasilia Durata: 1h:26 - Spettatori: 5 982 | Brasile         | 3 - 0 | Cina            | 25-15, 25-21, 25-21        |
| 22 maggio 2019 Ginásio Nilson Nelson, Brasilia Durata: 1h:56 - Spettatori: 1 678 | Cina            | 1 - 3 | Russia          | 22-25, 25-16, 16-25, 23-25 |
| 22 maggio 2019 Ginásio Nilson Nelson, Brasilia Durata: 2h:13 - Spettatori: 4 562 | Brasile         | 1 - 3 | Rep. Dominicana | 22-25, 20-25, 25-22, 26-28 |
| 23 maggio 2019 Ginásio Nilson Nelson, Brasilia Durata: 1h:59 - Spettatori: 2 653 | Cina            | 3 - 1 | Rep. Dominicana | 16-25, 25-23, 25-23, 25-23 |
| 23 maggio 2019 Ginásio Nilson Nelson, Brasilia Durata: 1h:18 - Spettatori: 9 265 | Brasile         | 3 - 0 | Russia          | 25-15, 25-17, 25-14        |

##### Girone 4
| 21 maggio 2019 Hala Aleksandar Nikolić, Belgrado Durata: 1h:25 - Spettatori: 450   | Corea del Sud | 0 - 3 | Turchia       | 15-25, 26-28, 19-25        |
| 21 maggio 2019 Hala Aleksandar Nikolić, Belgrado Durata: 1h:18 - Spettatori: 4 165 | Serbia        | 3 - 0 | Paesi Bassi   | 25-15, 25-22, 25-19        |
| 22 maggio 2019 Hala Aleksandar Nikolić, Belgrado Durata: 1h:38 - Spettatori: 1 650 | Serbia        | 3 - 1 | Corea del Sud | 15-25, 25-18, 25-17, 25-14 |
| 22 maggio 2019 Hala Aleksandar Nikolić, Belgrado Durata: 1h:46 - Spettatori: 200   | Paesi Bassi   | 1 - 3 | Turchia       | 22-25, 14-25, 25-21, 15-25 |
| 23 maggio 2019 Hala Aleksandar Nikolić, Belgrado Durata: 1h:22 - Spettatori: 350   | Paesi Bassi   | 3 - 0 | Corea del Sud | 25-18, 25-21, 25-18        |
| 23 maggio 2019 Hala Aleksandar Nikolić, Belgrado Durata: 1h:29 - Spettatori: 5 237 | Turchia       | 3 - 0 | Serbia        | 25-19, 25-23, 25-20        |

#### Seconda settimana
| Girone 5        | Girone 6 | Girone 7      | Girone 8    |
| --------------- | -------- | ------------- | ----------- |
| Italia          | Germania | Belgio        | Brasile     |
| Rep. Dominicana | Giappone | Cina          | Bulgaria    |
| Serbia          | Russia   | Corea del Sud | Paesi Bassi |
| Stati Uniti     | Turchia  | Thailandia    | Polonia     |

##### Girone 5
| 28 maggio 2019 Zoppas Arena, Conegliano Durata: 1h:51 - Spettatori: 2 343 | Stati Uniti     | 3 - 1 | Serbia          | 23-25, 25-16, 25-15, 25-21        |
| 28 maggio 2019 Zoppas Arena, Conegliano Durata: 1h:53 - Spettatori: 2 583 | Italia          | 3 - 1 | Rep. Dominicana | 25-18, 27-25, 18-25, 25-20        |
| 29 maggio 2019 Zoppas Arena, Conegliano Durata: 1h:43 - Spettatori: 1 782 | Serbia          | 3 - 1 | Rep. Dominicana | 25-17, 18-25, 25-12, 25-19        |
| 29 maggio 2019 Zoppas Arena, Conegliano Durata: 2h:13 - Spettatori: 3 895 | Stati Uniti     | 3 - 2 | Italia          | 25-22, 17-25, 23-25, 25-19, 15-11 |
| 30 maggio 2019 Zoppas Arena, Conegliano Durata: 2h:13 - Spettatori: 2 638 | Rep. Dominicana | 3 - 2 | Stati Uniti     | 25-10, 16-25, 25-19, 19-25, 15-11 |
| 30 maggio 2019 Zoppas Arena, Conegliano Durata: 2h:21 - Spettatori: 4 076 | Serbia          | 1 - 3 | Italia          | 27-25, 17-25, 25-27, 23-25        |

##### Girone 6
| 28 maggio 2019 Başkent Voleybol Salonu, Ankara Durata: 1h:15 - Spettatori: 370   | Russia   | 0 - 3 | Germania | 15-25, 21-25, 20-25        |
| 28 maggio 2019 Başkent Voleybol Salonu, Ankara Durata: 1h:22 - Spettatori: 1 904 | Turchia  | 0 - 3 | Giappone | 23-25, 22-25, 14-25        |
| 29 maggio 2019 Başkent Voleybol Salonu, Ankara Durata: 1h:57 - Spettatori: 400   | Giappone | 3 - 1 | Russia   | 25-22, 23-25, 25-18, 26-24 |
| 29 maggio 2019 Başkent Voleybol Salonu, Ankara Durata: 1h:16 - Spettatori: 1 407 | Germania | 0 - 3 | Turchia  | 21-25, 16-25, 15-25        |
| 30 maggio 2019 Başkent Voleybol Salonu, Ankara Durata: 1h:26 - Spettatori: 400   | Giappone | 3 - 0 | Germania | 25-23, 25-19, 25-17        |
| 30 maggio 2019 Başkent Voleybol Salonu, Ankara Durata: 1h:26 - Spettatori: 2 003 | Turchia  | 3 - 0 | Russia   | 25-19, 25-21, 25-20        |

##### Girone 7
| 28 maggio 2019 Fórum de Macau, Macao Durata: 1h:22 - Spettatori: 1 800 | Belgio        | 0 - 3 | Corea del Sud | 15-25, 17-25, 21-25        |
| 28 maggio 2019 Fórum de Macau, Macao Durata: 1h:11 - Spettatori: 3 390 | Cina          | 3 - 0 | Thailandia    | 25-21, 25-17, 25-9         |
| 29 maggio 2019 Fórum de Macau, Macao Durata: 1h:50 - Spettatori: 2 150 | Corea del Sud | 1 - 3 | Thailandia    | 21-25, 25-19, 19-25, 20-25 |
| 29 maggio 2019 Fórum de Macau, Macao Durata: 1h:17 - Spettatori: 3 725 | Cina          | 3 - 0 | Belgio        | 25-16, 25-20, 25-14        |
| 30 maggio 2019 Fórum de Macau, Macao Durata: 1h:26 - Spettatori: 2 965 | Belgio        | 3 - 0 | Thailandia    | 25-21, 25-22, 25-23        |
| 30 maggio 2019 Fórum de Macau, Macao Durata: 1h:15 - Spettatori: 4 042 | Cina          | 3 - 0 | Corea del Sud | 25-21, 25-12, 25-11        |

##### Girone 8
| 28 maggio 2019 Omnisport Apeldoorn, Apeldoorn Durata: 1h:47 - Spettatori: 2 300 | Bulgaria    | 1 - 3 | Polonia     | 25-23, 21-25, 21-25, 17-25        |
| 28 maggio 2019 Omnisport Apeldoorn, Apeldoorn Durata: 2h:24 - Spettatori: 5 230 | Paesi Bassi | 2 - 3 | Brasile     | 25-21, 28-30, 20-25, 25-18, 11-15 |
| 29 maggio 2019 Omnisport Apeldoorn, Apeldoorn Durata: 2h:26 - Spettatori: 1 651 | Polonia     | 3 - 2 | Brasile     | 25-20, 25-22, 26-28, 18-25, 15-9  |
| 29 maggio 2019 Omnisport Apeldoorn, Apeldoorn Durata: 1h:57 - Spettatori: 3 803 | Paesi Bassi | 3 - 1 | Bulgaria    | 22-25, 25-22, 25-20, 25-19        |
| 30 maggio 2019 Omnisport Apeldoorn, Apeldoorn Durata: 1h:54 - Spettatori: 5 400 | Polonia     | 3 - 1 | Paesi Bassi | 25-13, 25-27, 25-20, 25-15        |
| 30 maggio 2019 Omnisport Apeldoorn, Apeldoorn Durata: 1h:25 - Spettatori: 2 100 | Brasile     | 3 - 0 | Bulgaria    | 25-18, 25-23, 25-18               |

#### Terza settimana
| Girone 9    | Girone 10     | Girone 11       | Girone 12 |
| ----------- | ------------- | --------------- | --------- |
| Cina        | Brasile       | Bulgaria        | Belgio    |
| Giappone    | Corea del Sud | Rep. Dominicana | Polonia   |
| Italia      | Germania      | Thailandia      | Serbia    |
| Paesi Bassi | Stati Uniti   | Turchia         | Russia    |

##### Girone 9
| 4 giugno 2019 Hong Kong Coliseum, Hong Kong Durata: 1h:39 - Spettatori: 7 229  | Paesi Bassi | 1 - 3 | Italia      | 13-25, 25-22, 19-25, 16-25        |
| 4 giugno 2019 Hong Kong Coliseum, Hong Kong Durata: 1h:25 - Spettatori: 10 360 | Cina        | 3 - 0 | Giappone    | 27-25, 25-18, 25-21               |
| 5 giugno 2019 Hong Kong Coliseum, Hong Kong Durata: 1h:18 - Spettatori: 8 307  | Italia      | 3 - 0 | Giappone    | 25-21, 25-16, 25-22               |
| 5 giugno 2019 Hong Kong Coliseum, Hong Kong Durata: 1h:12 - Spettatori: 10 341 | Paesi Bassi | 0 - 3 | Cina        | 16-25, 19-25, 19-25               |
| 6 giugno 2019 Hong Kong Coliseum, Hong Kong Durata: 1h:14 - Spettatori: 8 123  | Giappone    | 3 - 0 | Paesi Bassi | 25-17, 25-17, 25-21               |
| 6 giugno 2019 Hong Kong Coliseum, Hong Kong Durata: 2h:07 - Spettatori: 10 463 | Cina        | 3 - 2 | Italia      | 18-25, 22-25, 25-23, 26-24, 15-13 |

##### Girone 10
| 4 giugno 2019 Pinnacle Bank Arena, Lincoln Durata: 2h:28 - Spettatori: 3 000 | Brasile       | 2 - 3 | Germania      | 25-21, 29-31, 25-21, 20-25, 13-15 |
| 4 giugno 2019 Pinnacle Bank Arena, Lincoln Durata: 1h:58 - Spettatori: 4 500 | Stati Uniti   | 3 - 1 | Corea del Sud | 19-25, 25-15, 25-22, 25-18        |
| 5 giugno 2019 Pinnacle Bank Arena, Lincoln Durata: 1h:18 - Spettatori: 2 500 | Corea del Sud | 0 - 3 | Brasile       | 17-25, 16-25, 11-25               |
| 5 giugno 2019 Pinnacle Bank Arena, Lincoln Durata: 1h:25 - Spettatori: 7 000 | Stati Uniti   | 3 - 0 | Germania      | 25-18, 25-22, 25-18               |
| 6 giugno 2019 Pinnacle Bank Arena, Lincoln Durata: 1h:23 - Spettatori: 2 000 | Germania      | 3 - 0 | Corea del Sud | 25-15, 25-22, 25-16               |
| 6 giugno 2019 Pinnacle Bank Arena, Lincoln Durata: 1h:55 - Spettatori: 8 000 | Stati Uniti   | 1 - 3 | Brasile       | 19-25, 17-25, 25-22, 20-25        |

##### Girone 11
| 4 giugno 2019 Palazzetto dello sport Huamark, Bangkok Durata: 2h:00 - Spettatori: 4 500 | Rep. Dominicana | 1 - 3 | Turchia         | 20-25, 21-25, 26-24, 18-25        |
| 4 giugno 2019 Palazzetto dello sport Huamark, Bangkok Durata: 1h:56 - Spettatori: 6 200 | Thailandia      | 3 - 1 | Bulgaria        | 25-27, 25-20, 25-22, 25-22        |
| 5 giugno 2019 Palazzetto dello sport Huamark, Bangkok Durata: 1h:17 - Spettatori: 2 600 | Bulgaria        | 0 - 3 | Turchia         | 14-25, 9-25, 23-25                |
| 5 giugno 2019 Palazzetto dello sport Huamark, Bangkok Durata: 2h:27 - Spettatori: 6 600 | Thailandia      | 2 - 3 | Rep. Dominicana | 29-31, 25-13, 28-30, 25-20, 14-16 |
| 6 giugno 2019 Palazzetto dello sport Huamark, Bangkok Durata: 2h:06 - Spettatori: 2 600 | Bulgaria        | 1 - 3 | Rep. Dominicana | 20-25, 21-25, 31-29, 20-25        |
| 6 giugno 2019 Palazzetto dello sport Huamark, Bangkok Durata: 1h:09 - Spettatori: 6 500 | Thailandia      | 0 - 3 | Turchia         | 16-25, 18-25, 13-25               |

##### Girone 12
| 4 giugno 2019 Sportcampus Lange Munte, Courtrai Durata: 1h:33 - Spettatori: 110   | Serbia  | 3 - 0 | Polonia | 27-25, 25-21, 25-22              |
| 4 giugno 2019 Sportcampus Lange Munte, Courtrai Durata: 1h:28 - Spettatori: 1 000 | Belgio  | 3 - 0 | Russia  | 25-22, 25-20, 25-22              |
| 5 giugno 2019 Sportcampus Lange Munte, Courtrai Durata: 1h:48 - Spettatori: 250   | Russia  | 1 - 3 | Serbia  | 25-22, 18-25, 11-25, 22-25       |
| 5 giugno 2019 Sportcampus Lange Munte, Courtrai Durata: 1h:57 - Spettatori: 2 100 | Belgio  | 1 - 3 | Polonia | 22-25, 25-21, 18-25, 23-25       |
| 6 giugno 2019 Sportcampus Lange Munte, Courtrai Durata: 2h:21 - Spettatori: 224   | Polonia | 3 - 2 | Russia  | 25-23, 24-26, 25-27, 25-20, 15-9 |
| 6 giugno 2019 Sportcampus Lange Munte, Courtrai Durata: 1h:22 - Spettatori: 1 850 | Belgio  | 3 - 0 | Serbia  | 25-21, 25-21, 25-14              |

#### Quarta settimana
| Girone 13     | Girone 14       | Girone 15  | Girone 16   |
| ------------- | --------------- | ---------- | ----------- |
| Bulgaria      | Belgio          | Brasile    | Cina        |
| Corea del Sud | Germania        | Giappone   | Polonia     |
| Italia        | Paesi Bassi     | Serbia     | Stati Uniti |
| Russia        | Rep. Dominicana | Thailandia | Turchia     |

##### Girone 13
| 11 giugno 2019 PalaEvangelisti, Perugia Durata: 1h:58 - Spettatori: 1 400 | Russia        | 3 - 1 | Corea del Sud | 25-23, 15-25, 25-20, 25-17 |
| 11 giugno 2019 PalaEvangelisti, Perugia Durata: 1h:27 - Spettatori: 2 650 | Italia        | 3 - 0 | Bulgaria      | 25-19, 25-23, 25-20        |
| 12 giugno 2019 PalaEvangelisti, Perugia Durata: 1h:25 - Spettatori: 1 000 | Bulgaria      | 0 - 3 | Russia        | 20-25, 23-25, 16-25        |
| 12 giugno 2019 PalaEvangelisti, Perugia Durata: 1h:57 - Spettatori: 2 900 | Italia        | 3 - 1 | Corea del Sud | 25-17, 25-21, 23-25, 25-13 |
| 13 giugno 2019 PalaEvangelisti, Perugia Durata: 2h:06 - Spettatori: 1 200 | Corea del Sud | 1 - 3 | Bulgaria      | 25-20, 23-25, 19-25, 24-26 |
| 13 giugno 2019 PalaEvangelisti, Perugia Durata: 1h:53 - Spettatori: 3 500 | Italia        | 3 - 1 | Russia        | 22-25, 25-21, 25-15, 25-21 |

##### Girone 14
| 11 giugno 2019 Porsche-Arena, Stoccarda Durata: 2h:05 - Spettatori: 690   | Belgio          | 3 - 2 | Paesi Bassi     | 22-25, 23-25, 25-17, 25-19, 15-10 |
| 11 giugno 2019 Porsche-Arena, Stoccarda Durata: 1h:58 - Spettatori: 1 052 | Germania        | 3 - 1 | Rep. Dominicana | 25-19, 14-25, 25-19, 25-21        |
| 12 giugno 2019 Porsche-Arena, Stoccarda Durata: 1h:16 - Spettatori: 946   | Rep. Dominicana | 0 - 3 | Paesi Bassi     | 18-25, 21-25, 19-25               |
| 12 giugno 2019 Porsche-Arena, Stoccarda Durata: 1h:52 - Spettatori: 1 318 | Germania        | 3 - 1 | Belgio          | 25-21, 25-23, 24-26, 25-16        |
| 13 giugno 2019 Porsche-Arena, Stoccarda Durata: 2h:19 - Spettatori: 1 109 | Belgio          | 2 - 3 | Rep. Dominicana | 25-21, 22-25, 25-21, 14-25, 11-15 |
| 13 giugno 2019 Porsche-Arena, Stoccarda Durata: 2h:13 - Spettatori: 1 649 | Germania        | 2 - 3 | Paesi Bassi     | 25-21, 23-25, 25-20, 13-25, 14-16 |

##### Girone 15
| 11 giugno 2019 Musashino Forest Sport Plaza, Tokyo Durata: 1h:18 - Spettatori: 1 800 | Serbia   | 0 - 3 | Thailandia | 22-25, 23-25, 21-25        |
| 11 giugno 2019 Musashino Forest Sport Plaza, Tokyo Durata: 1h:52 - Spettatori: 4 200 | Giappone | 1 - 3 | Brasile    | 17-25, 19-25, 25-20, 22-25 |
| 12 giugno 2019 Musashino Forest Sport Plaza, Tokyo Durata: 1h:18 - Spettatori: 2 000 | Brasile  | 3 - 0 | Thailandia | 25-19, 25-17, 25-21        |
| 12 giugno 2019 Musashino Forest Sport Plaza, Tokyo Durata: 1h:41 - Spettatori: 4 300 | Giappone | 3 - 1 | Serbia     | 19-25, 25-14, 25-23, 25-14 |
| 13 giugno 2019 Musashino Forest Sport Plaza, Tokyo Durata: 1h:17 - Spettatori: 2 000 | Brasile  | 3 - 0 | Serbia     | 25-23, 25-21, 25-15        |
| 13 giugno 2019 Musashino Forest Sport Plaza, Tokyo Durata: 1h:24 - Spettatori: 4 000 | Giappone | 3 - 0 | Thailandia | 25-22, 25-22, 25-14        |

##### Girone 16
| 11 giugno 2019 Jiangmen Sports Center Gym, Jiangmen Durata: 1h:30 - Spettatori: 1 950 | Stati Uniti | 0 - 3 | Turchia     | 15-25, 17-25, 25-27               |
| 11 giugno 2019 Jiangmen Sports Center Gym, Jiangmen Durata: 1h:14 - Spettatori: 4 000 | Cina        | 3 - 0 | Polonia     | 25-12, 25-18, 25-22               |
| 12 giugno 2019 Jiangmen Sports Center Gym, Jiangmen Durata: 1h:47 - Spettatori: 1 527 | Polonia     | 1 - 3 | Stati Uniti | 25-21, 23-25, 15-25, 11-25        |
| 12 giugno 2019 Jiangmen Sports Center Gym, Jiangmen Durata: 1h:27 - Spettatori: 5 931 | Cina        | 3 - 0 | Turchia     | 26-24, 25-19, 25-21               |
| 13 giugno 2019 Jiangmen Sports Center Gym, Jiangmen Durata: 2h:06 - Spettatori: 1 589 | Turchia     | 3 - 2 | Polonia     | 22-25, 18-25, 25-16, 25-20, 15-12 |
| 13 giugno 2019 Jiangmen Sports Center Gym, Jiangmen Durata: 1h:22 - Spettatori: 8 366 | Cina        | 0 - 3 | Stati Uniti | 17-25, 22-25, 21-25               |

#### Quinta settimana
| Girone 17       | Girone 18 | Girone 19   | Girone 20 |
| --------------- | --------- | ----------- | --------- |
| Corea del Sud   | Bulgaria  | Paesi Bassi | Belgio    |
| Giappone        | Cina      | Russia      | Brasile   |
| Polonia         | Germania  | Stati Uniti | Italia    |
| Rep. Dominicana | Serbia    | Thailandia  | Turchia   |

##### Girone 17
| 18 giugno 2019 Boryeong Gymnasium, Boryeong Durata: 2h:03 - Spettatori: 750   | Giappone      | 1 - 3 | Polonia         | 23-25, 23-25, 25-19, 22-25        |
| 18 giugno 2019 Boryeong Gymnasium, Boryeong Durata: 2h:09 - Spettatori: 2 550 | Corea del Sud | 1 - 3 | Rep. Dominicana | 19-25, 25-20, 24-26, 28-30        |
| 19 giugno 2019 Boryeong Gymnasium, Boryeong Durata: 2h:20 - Spettatori: 850   | Polonia       | 3 - 2 | Rep. Dominicana | 25-18, 25-20, 23-25, 22-25, 17-15 |
| 19 giugno 2019 Boryeong Gymnasium, Boryeong Durata: 1h:25 - Spettatori: 3 850 | Corea del Sud | 3 - 0 | Giappone        | 25-18, 25-18, 25-23               |
| 20 giugno 2019 Boryeong Gymnasium, Boryeong Durata: 2h:23 - Spettatori: 750   | Giappone      | 2 - 3 | Rep. Dominicana | 17-25, 23-25, 26-24, 28-26, 10-15 |
| 20 giugno 2019 Boryeong Gymnasium, Boryeong Durata: 1h:43 - Spettatori: 2 950 | Corea del Sud | 3 - 1 | Polonia         | 25-8, 22-25, 25-20, 25-16         |

##### Girone 18
| 18 giugno 2019 Beilun Gymnasium, Ningbo Durata: 1h:56 - Spettatori: 2 120 | Bulgaria | 3 - 1 | Serbia   | 21-25, 25-21, 25-17, 25-23 |
| 18 giugno 2019 Beilun Gymnasium, Ningbo Durata: 1h:21 - Spettatori: 6 910 | Cina     | 3 - 0 | Germania | 25-19, 25-16, 25-15        |
| 19 giugno 2019 Beilun Gymnasium, Ningbo Durata: 1h:45 - Spettatori: 1 980 | Serbia   | 1 - 3 | Germania | 14-25, 20-25, 25-23, 17-25 |
| 19 giugno 2019 Beilun Gymnasium, Ningbo Durata: 1h:23 - Spettatori: 6 490 | Cina     | 3 - 0 | Bulgaria | 25-18, 25-19, 25-16        |
| 20 giugno 2019 Beilun Gymnasium, Ningbo Durata: 1h:22 - Spettatori: 1 680 | Germania | 3 - 0 | Bulgaria | 25-21, 25-20, 25-13        |
| 20 giugno 2019 Beilun Gymnasium, Ningbo Durata: 1h:11 - Spettatori: 7 780 | Cina     | 3 - 0 | Serbia   | 25-16, 25-17, 25-17        |

##### Girone 19
| 18 giugno 2019 Palace of Sports, Ekaterinburg Durata: 1h:17 - Spettatori: 1 245 | Paesi Bassi | 3 - 0 | Thailandia  | 25-18, 25-20, 25-16              |
| 18 giugno 2019 Palace of Sports, Ekaterinburg Durata: 1h:25 - Spettatori: 6 200 | Russia      | 0 - 3 | Stati Uniti | 23-25, 17-25, 18-25              |
| 19 giugno 2019 Palace of Sports, Ekaterinburg Durata: 2h:06 - Spettatori: 957   | Paesi Bassi | 2 - 3 | Stati Uniti | 21-25, 25-23, 25-22, 26-28, 9-15 |
| 19 giugno 2019 Palace of Sports, Ekaterinburg Durata: 1h:42 - Spettatori: 4 020 | Russia      | 1 - 3 | Thailandia  | 25-19, 13-25, 17-25, 22-25       |
| 20 giugno 2019 Palace of Sports, Ekaterinburg Durata: 1h:13 - Spettatori: 750   | Thailandia  | 0 - 3 | Stati Uniti | 13-25, 20-25, 17-25              |
| 20 giugno 2019 Palace of Sports, Ekaterinburg Durata: 1h:19 - Spettatori: 4 710 | Russia      | 0 - 3 | Paesi Bassi | 12-25, 25-27, 17-25              |

##### Girone 20
| 18 giugno 2019 Başkent Voleybol Salonu, Ankara Durata: 1h:25 - Spettatori: 720   | Brasile | 3 - 0 | Italia  | 25-21, 25-20, 25-23               |
| 18 giugno 2019 Başkent Voleybol Salonu, Ankara Durata: 2h:04 - Spettatori: 3 098 | Turchia | 1 - 3 | Belgio  | 27-25, 24-26, 21-25, 23-25        |
| 19 giugno 2019 Başkent Voleybol Salonu, Ankara Durata: 1h:25 - Spettatori: 1 200 | Belgio  | 0 - 3 | Brasile | 23-25, 15-25, 18-25               |
| 19 giugno 2019 Başkent Voleybol Salonu, Ankara Durata: 2h:08 - Spettatori: 4 238 | Italia  | 3 - 2 | Turchia | 25-19, 17-25, 23-25, 25-15, 16-14 |
| 20 giugno 2019 Başkent Voleybol Salonu, Ankara Durata: 1h:44 - Spettatori: 870   | Belgio  | 3 - 2 | Italia  | 12-25, 25-20, 16-25, 25-14, 15-10 |
| 20 giugno 2019 Başkent Voleybol Salonu, Ankara Durata: 2h:30 - Spettatori: 5 320 | Turchia | 3 - 2 | Brasile | 25-23, 24-26, 25-20, 23-25, 16-14 |

#### Classifica
| Pos | Squadra         | Pt | G  | V  | P  | SV | SP | Ratio | PF    | PS    | Ratio |
| --- | --------------- | -- | -- | -- | -- | -- | -- | ----- | ----- | ----- | ----- |
| 1   | Cina            | 35 | 15 | 12 | 3  | 37 | 12 | 3,083 | 1 153 | 973   | 1,184 |
| 2   | Stati Uniti     | 35 | 15 | 12 | 3  | 39 | 17 | 2,294 | 1 283 | 1 137 | 1,128 |
| 3   | Brasile         | 35 | 15 | 11 | 4  | 40 | 16 | 2,500 | 1 318 | 1 150 | 1,146 |
| 4   | Italia          | 34 | 15 | 11 | 4  | 39 | 21 | 1,857 | 1 375 | 1 233 | 1,115 |
| 5   | Turchia         | 32 | 15 | 11 | 4  | 36 | 18 | 2,000 | 1 259 | 1 109 | 1,135 |
| 6   | Polonia         | 26 | 15 | 9  | 6  | 33 | 29 | 1,137 | 1 360 | 1 354 | 1,004 |
| 7   | Belgio          | 22 | 15 | 8  | 7  | 28 | 29 | 0,965 | 1 208 | 1 260 | 0,958 |
| 8   | Rep. Dominicana | 21 | 15 | 8  | 7  | 31 | 33 | 0,939 | 1 422 | 1 437 | 0,989 |
| 9   | Giappone        | 22 | 15 | 7  | 8  | 27 | 27 | 1,000 | 1 225 | 1 213 | 1,009 |
| 10  | Germania        | 21 | 15 | 7  | 8  | 24 | 29 | 0,827 | 1 169 | 1 180 | 0,990 |
| 11  | Paesi Bassi     | 20 | 15 | 6  | 9  | 27 | 30 | 0,900 | 1 206 | 1 259 | 0,957 |
| 12  | Thailandia      | 16 | 15 | 5  | 10 | 17 | 33 | 0,515 | 1 046 | 1 170 | 0,894 |
| 13  | Serbia          | 15 | 15 | 5  | 10 | 20 | 33 | 0,606 | 1 132 | 1 210 | 0,935 |
| 14  | Russia          | 10 | 15 | 3  | 12 | 16 | 38 | 0,421 | 1 112 | 1 283 | 0,866 |
| 15  | Corea del Sud   | 9  | 15 | 3  | 12 | 16 | 37 | 0,432 | 1 092 | 1 222 | 0,893 |
| 16  | Bulgaria        | 7  | 15 | 2  | 13 | 13 | 41 | 0,317 | 1 126 | 1 296 | 0,868 |

| Qualificata alla fase finale | Retrocessa |

### Fase finale

#### Fase a gironi
| Girone A | Girone B    |
| -------- | ----------- |
| Cina     | Brasile     |
| Italia   | Polonia     |
| Turchia  | Stati Uniti |

##### Girone A

###### Risultati
| 3 luglio 2019 Centro sportivo olimpico, Nanchino Durata: 1h:52 - Spettatori: 5 800 | Cina   | 1 - 3 | Turchia | 22-25, 19-25, 25-22, 22-25 |
| 4 luglio 2019 Centro sportivo olimpico, Nanchino Durata: 1h:18 - Spettatori: 1 500 | Italia | 0 - 3 | Turchia | 21-25, 15-25, 21-25        |
| 5 luglio 2019 Centro sportivo olimpico, Nanchino Durata: 1h:52 - Spettatori: 8 150 | Cina   | 3 - 1 | Italia  | 25-17, 25-22, 22-25, 25-22 |

###### Classifica
| Pos | Squadra | Pt | G | V | P | SV | SP | Ratio | PF  | PS  | Ratio |
| --- | ------- | -- | - | - | - | -- | -- | ----- | --- | --- | ----- |
| 1   | Turchia | 6  | 2 | 2 | 0 | 6  | 1  | 6,000 | 172 | 145 | 1,186 |
| 2   | Cina    | 3  | 2 | 1 | 1 | 4  | 4  | 1,000 | 185 | 183 | 1,010 |
| 3   | Italia  | 0  | 2 | 0 | 2 | 1  | 6  | 0,166 | 143 | 172 | 0,831 |

##### Girone B

###### Risultati
| 3 luglio 2019 Centro sportivo olimpico, Nanchino Durata: 1h:46 - Spettatori: 1 850 | Stati Uniti | 3 - 1 | Polonia | 21-25, 25-16, 25-15, 26-24        |
| 4 luglio 2019 Centro sportivo olimpico, Nanchino Durata: 2h:16 - Spettatori: 980   | Brasile     | 3 - 2 | Polonia | 22-25, 25-21, 22-25, 25-19, 15-10 |
| 5 luglio 2019 Centro sportivo olimpico, Nanchino Durata: 1h:54 - Spettatori: 2 000 | Stati Uniti | 3 - 1 | Brasile | 25-18, 25-19, 20-25, 25-21        |

###### Classifica
| Pos | Squadra     | Pt | G | V | P | SV | SP | Ratio | PF  | PS  | Ratio |
| --- | ----------- | -- | - | - | - | -- | -- | ----- | --- | --- | ----- |
| 1   | Stati Uniti | 6  | 2 | 2 | 0 | 6  | 2  | 3,000 | 192 | 163 | 1,177 |
| 2   | Brasile     | 2  | 2 | 1 | 1 | 4  | 5  | 0,800 | 192 | 195 | 0,984 |
| 3   | Polonia     | 1  | 2 | 0 | 2 | 3  | 6  | 0,500 | 180 | 206 | 0,873 |

#### Final Four
|  | Semifinali  | Semifinali  | Semifinali  |             |         | Finale   | Finale   | Finale   |  |
|  |             |             |             |             |         |          |          |          |  |
|  | Turchia     | Turchia     | 0           |             |         |          |          |          |  |
|  | Turchia     | Turchia     | 0           |             |         |          |          |          |  |
|  | Brasile     | Brasile     | 3           |             |         |          |          |          |  |
|  | Brasile     | Brasile     | 3           |             | Brasile | Brasile  | 2        |          |  |
|  |             |             |             |             | Brasile | Brasile  | 2        |          |  |
|  |             |             | Stati Uniti | Stati Uniti | 3       |          |          |          |  |
|  | Stati Uniti | Stati Uniti | Stati Uniti | Stati Uniti | 3       | 3        |          |          |  |
|  | Stati Uniti | Stati Uniti |             |             |         | 3        |          |          |  |
|  | Cina        | Cina        | 1           |             |         | 3º posto | 3º posto | 3º posto |  |
|  | Cina        | Cina        | 1           |             |         |          |          |          |  |
|  |             |             |             |             |         |          |          |          |  |
|  |             |             |             |             |         | Turchia  | Turchia  | 1        |  |
|  |             |             |             |             |         | Turchia  | Turchia  | 1        |  |
|  |             |             |             |             |         | Cina     | Cina     | 3        |  |

##### Semifinali
| 6 luglio 2019 Centro sportivo olimpico, Nanchino Durata: 1h:21 - Spettatori: 2 500 | Turchia     | 0 - 3 | Brasile | 23-25, 15-25, 10-25        |
| 6 luglio 2019 Centro sportivo olimpico, Nanchino Durata: 1h:39 - Spettatori: 4 550 | Stati Uniti | 3 - 1 | Cina    | 25-11, 15-25, 25-17, 25-20 |

##### Finale 3º posto
| 7 luglio 2019 Centro sportivo olimpico, Nanchino Durata: 1h:53 - Spettatori: 3 600 | Turchia | 1 - 3 | Cina | 23-25, 15-25, 25-20, 21-25 |

##### Finale
| 7 luglio 2019 Centro sportivo olimpico, Nanchino Durata: 2h:19 - Spettatori: 6 000 | Brasile | 2 - 3 | Stati Uniti | 25-20, 25-22, 15-25, 21-25, 13-15 |

## Classifica finale
| Pos     | Squadra         | Rosa |
| ------- | --------------- | --- |
| Oro     | Stati Uniti     | Formazione: 1 Hancock, 2 Poulter, 3 Lloyd, 6 Dixon, 7 Carlini, 8 Gibbemeyer, 9 Kingdon, 10 Larson, 11 Drews, 12 Thompson, 13 Wilhite, 14 Bartsch, 17 Courtney, 18 Foecke, 19 Tapp, 20 Rettke, 21 Lee, 22 Washington, 23 Robinson, 24 Ogbogu, 25 Lowe, 27 Lake, CT: Kiraly                                                       |
| Argento | Brasile         | Formazione: 1 Leão, 3 Carneiro, 4 Filomeno, 5 Borgo, 6 Bergmann, 9 Ratzke, 10 G. Guimarães, 11 Santos, 12 Pereira, 13 Francisco, 15 A. da Silva, 19 L. da Silva, 20 Corrêa, 24 Teixeira, 25 Silva, 26 de Araújo, 28 de Souza, CT: J. Guimarães                                                                                  |
| Bronzo  | Cina            | Formazione: 1 Yuan, 2 Zhu, 3 Diao, 4 Yang, 5 Hu, 6 Gong, 7 Wang Y., 8 Zeng, 9 Zhang, 10 Liu X., 11 Yao, 12 Li, 13 Sun, 14 Zheng, 15 Lin, 16 Ding, 17 Yan, 18 Wang M., 19 Liu Y., 20 Duan, 21 Ni, 23 Du, 26 Jin, CT: An |
| 4       | Turchia         | Formazione: 2 Aköz, 3 Özbay, 5 Ercan, 6 Akman, 7 Baladın, 8 Ünal, 9 İsmailoğlu, 11 Dilik, 12 Yılmaz, 13 Boz, 16 Güveli, 18 Güneş, 19 Kalaç, 20 Sarıoğlu, 21 Yıldırım, 99 Karakurt, CT: Guidetti |
| 5       | Italia          | Formazione: 1 Sorokaite, 2 Alberti, 5 Malinov, 6 De Gennaro, 7 Folie, 8 Orro, 9 C. Bosetti, 10 Chirichella, 11 Danesi, 13 Fahr, 14 Pietrini, 15 Nwakalor, 16 L. Bosetti, 17 Sylla, 18 Egonu, 19 Botezat, 20 Parrocchiale, 21 De Bortoli, 22 Nicoletti, 23 Villani, CT: Mazzanti                                                 |
| 6       | Polonia         | Formazione: 1 Nowicka, 3 Alagierska, 4 Ganszczyk, 5 Kąkolewska, 6 Łukasik, 8 Stenzel, 9 Stysiak, 10 Efimienko, 11 Bociek, 13 Maj, 14 Wołosz, 15 Grajber, 16 Kurnikowska, 17 Smarzek, 19 Różański, 20 Pleśnierowicz, 22 Murek, 23 Górecka, 24 Jagła, CT: Nawrocki                                                                |
| 7       | Belgio          | Formazione: 2 Van Sas, 3 Herbots, 4 Lemmens, 7 Van Gestel, 8 Grobelna, 10 Sobolska, 12 Strumilo, 13 Janssens, 15 J. van de Vyver, 16 Goliat, 17 I. van de Vyver, 19 Van Avermaet, 20 Guilliams, 21 Stragier, 22 Valkenborg, 25 Rampelberg, CT: Vande Broek                                                                      |
| 8       | Rep. Dominicana | Formazione: 2 Y. Rodríguez, 3 Eve, 7 Marte, 8 Arias, 11 M. Rodríguez, 12 Pérez, 14 Rivera, 16 Peña, 18 de la Cruz, 20 B. Martínez, 21 J. Martínez, 22 Moreno, 23 González, 25 L. Martínez, CT: Kwiek |
| 9       | Giappone        | Formazione: 2 Koga, 3 Iwasaka, 4 Shinnabe, 6 Miyashita, 7 Ishii, 11 Nabeya, 12 Satō, 13 Okumura, 14 Kobata, 16 Kurogo, 18 Yamagishi, 20 Watanabe, 21 Osanai, 24 Akutagawa, 25 Seki, 27 Nakagawa, CT: Nakada |
| 10      | Germania        | Formazione: 1 Dürr, 2 Kästner, 3 Hanke, 4 Hetmann, 5 Poll, 6 Geerties, 7 Barber, 8 Drewniok, 10 Stigrot, 11 Lippmann, 12 Orthmann, 13 Imoudu, 14 Schölzel, 16 Bock, 17 Pogany, 18 Schwertmann, 22 Gründing, 23 Wilczek, 27 Lohmann, CT: Koslowski                                                                               |
| 11      | Paesi Bassi     | Formazione: 1 Knip, 3 Beliën, 4 Plak, 5 de Kruijf, 6 Grothues, 7 Lohuis, 8 Korevaar, 9 Schoot, 10 Slöetjes, 11 Buijs, 12 Bongaerts, 13 H. Jasper, 14 Dijkema, 16 Baijens, 17 Oude Luttikhuis, 18 M. Jasper, 19 Daalderop, 20 Polder, 21 Meijers, 22 Koolhaas, 24 Reesink, 26 van Aalen, 30 Siebring, 31 Timmerman, CT: Morrison |
| 12      | Thailandia      | Formazione: 1 Srithong, 2 Pannoy, 5 Thinkaow, 6 Sittirak, 8 Nuanjam, 9 Luangtonglang, 10 Apinyapong, 11 Hyapha, 13 Tomkom, 14 Kamlangmak, 15 Kanthong, 18 Kongyot, 19 Moksri, 20 Pairoj, 21 Piampongsan, 23 Montripila, 24 Boonlert, 28 Changkeaw, CT: Sriwacharamaytakul                                                       |
| 13      | Serbia          | Formazione: 1 Buša, 2 Lazović, 4 Antanasijević, 5 Mi. Popović, 6 Savić, 7 Jović, 8 Mirković, 9 Mihajlović, 11 Veljković, 12 Pušić, 13 Bjelica, 14 Aleksić, 18 Bošković, 20 Blagojević, 21 Kocić, 22 Lozo, 23 Đorđević, 24 Ćirović, 28 Pejićić, 29 Kubura, 30 Tadić, 31 Ma. Popović, 32 Gočanin, CT: Kovačević                   |
| 14      | Russia          | Formazione: 1 Lazarenko, 3 Efimova, 4 Čikrizova, 5 Orlova, 7 Romanova, 9 Galeeva, 11 Kurilo, 12 Ryseva, 13 Starceva, 16 Voronkova, 17 Zaytseva, 18 Il'čenko, 19 Volkova, 20 Vorobyeva, 21 Kotikova, 22 Jurinskaja, 23 Zubareva, 24 Kurnosova, 25 Kuznecova, 27 Matveeva, 29 Russu, CT: Pankov                                   |
| 15      | Corea del Sud   | Formazione: 2 Pyo, 4 Kim H.J., 5 Lee H.h., 6 An, 9 Lee J.a., 10 Kim Y.k., 11 Kim S.j., 12 Jung, 14 Park, 15 Kang, 16 Kim Y.y., 18 Moon, 19 Lee D.y., 20 Oh, 22 Jeong, 26 Han, 30 Choi, CT: Lavarini |
| 16      | Bulgaria        | Formazione: 1 G. Dimitrova, 2 N. Dimitrova, 4 Dančeva, 5 S. Dimitrova, 6 Paskova, 7 Kitipova, 8 Barakova, 10 M. Todorova, 12 Karakaševa, 13 Šahpazova, 15 Ž. Todorova, 17 Bečeva, 18 Čauševa, 20 Krivošijska, 25 Andreeva, CT: Petkov                                                                                           |

## Premi individuali
| Premio                 | Nome               | Squadra     |
| ---------------------- | ------------------ | ----------- |
| MVP                    | Andrea Drews       | Stati Uniti |
| Miglior palleggiatrice | Mácris Carneiro    | Brasile     |
| Miglior opposto        | Ebrar Karakurt     | Turchia     |
| Miglior schiacciatrice | Gabriela Guimarães | Brasile     |
| Miglior schiacciatrice | Liu Yanhan         | Cina        |
| Miglior centrale       | Ana Beatriz Corrêa | Brasile     |
| Miglior centrale       | Haleigh Washington | Stati Uniti |
| Miglior libero         | Megan Courtney     | Stati Uniti |